# 谭桥街道
谭桥街道是中华人民共和国湖南省株洲市攸县下辖的一个街道办事处。

## 行政区划
谭桥街道下辖以下村级行政区划单位：
谭桥社区、谭洲社区、东塔社区、流和村、东联村、苏江村、苏州村、马址陂村、大和村、竹丰村和万美村。